# Canottaggio ai Giochi della XXVIII Olimpiade - 2 senza femminile
La gara di 2 senza femminile dei Giochi della XXVIII Olimpiade si è svolta tra il 14 e il 21 agosto 2004.

## Batterie
Hanno partecipato alle batterie di qualificazione 10 equipaggi, suddivisi in 2 batterie: i primi 3 di ogni batteria si sono qualificati per la finale.
14 agosto 2004
| Posizione | Nazione       | Atleta                            | Tempo      |
| --------- | ------------- | --------------------------------- | ---------- |
| 1         | Bielorussia   | Yuliya Bichyk e Natallia Helakh   | 7'27"73 FA |
| 2         | Gran Bretagna | Katherine Grainger e Cath Bishop  | 7'34"66 R  |
| 3         | Germania      | Maren Derlien e Sandra Goldbach   | 7'44"00 R  |
| 4         | Francia       | Sophie Balmary e Virginie Chauvel | 7'49"70 R  |
| 5         | Stati Uniti   | Sarah Jones e Kate Mackenzie      | 7'53"78 R  |

| Posizione | Nazione       | Atleta                                 | Tempo      |
| --------- | ------------- | -------------------------------------- | ---------- |
| 1         | Romania       | Georgeta Damian e Viorica Susanu       | 7'29"74 FA |
| 2         | Canada        | Darcy Marquardt e Buffy-Lynne Williams | 7'42"36 R  |
| 3         | Bulgaria      | Milka Tančeva e Anna Čuk               | 7'53"45 R  |
| 4         | Cina          | Cong Huanling e Feng Xueling           | 7'53"30 R  |
| 5         | Nuova Zelanda | Juliette Haigh e Nicky Coles           | 9'37"53 R  |

## Ripescaggi
| Posizione | Nazione       | Atleta                            | Tempo      |
| --------- | ------------- | --------------------------------- | ---------- |
| 1         | Gran Bretagna | Katherine Grainger e Cath Bishop  | 7'06"75 FA |
| 2         | Nuova Zelanda | Juliette Haigh e Nicky Coles      | 7'11"00 FA |
| 3         | Bulgaria      | Milka Tančeva e Anna Čuk          | 7'17"16 FB |
| 4         | Francia       | Sophie Balmary e Virginie Chauvel | 7'24"19 FB |

| Posizione | Nazione     | Atleta                                 | Tempo      |
| --------- | ----------- | -------------------------------------- | ---------- |
| 1         | Canada      | Darcy Marquardt e Buffy-Lynne Williams | 7'08"32 FA |
| 2         | Germania    | Maren Derlien e Sandra Goldbach        | 7'11"30 FA |
| 3         | Cina        | Cong Huanling e Feng Xueling           | 7'15"52 FB |
| 4         | Stati Uniti | Sarah Jones e Kate Mackenzie           | 7'15"95 FB |

## Finale
| Posizione | Nazione       | Atleta                                 | Tempo   |
| --------- | ------------- | -------------------------------------- | ------- |
|           | Romania       | Georgeta Damian e Viorica Susanu       | 7'06"56 |
|           | Gran Bretagna | Katherine Grainger e Cath Bishop       | 7'08"66 |
|           | Bielorussia   | Yuliya Bichyk e Natallia Helakh        | 7'09"36 |
| 4         | Canada        | Darcy Marquardt e Buffy-Lynne Williams | 7'13"33 |
| 5         | Germania      | Maren Derlien e Sandra Goldbach        | 7'20"20 |
| 6         | Nuova Zelanda | Juliette Haigh e Nicky Coles           | 7'23"52 |

| Posizione | Nazione     | Atleta                            | Tempo   |
| --------- | ----------- | --------------------------------- | ------- |
| 1         | Cina        | Cong Huanling e Feng Xueling      | 7'10"54 |
| 2         | Bulgaria    | Milka Tančeva e Anna Čuk          | 7'11"89 |
| 3         | Stati Uniti | Sarah Jones e Kate Mackenzie      | 7'13"71 |
| 4         | Francia     | Sophie Balmary e Virginie Chauvel | 7'17"94 |